# إدوين غيلبرت (كاتب)
إدوين جيلبرت (15 يوليو 1907 – 24 أغسطس 1976) كان روائيًا وكاتب مسرحيات / سيناريوهات، واشتهر بتأليف روايات شعبية، بما في ذلك Native Stone في عام 1956.
وُلِد جيلبرت في مانهايم، ألمانيا في عام 1907 وانتقل إلى ديترويت في الولايات المتحدة عندما كان طفلاً. درس الهندسة المعمارية في جامعة ميتشيغان، لكنه انتقل إلى كتابة المسرحيات بعد فوزه بجائزة عن مسرحية من فصل واحد. انتقل إلى مدينة نيويورك، حيث كتب المسرحيات، بالإضافة إلى بعض الأعمال لمجلات. خلال الحرب العالمية الثانية، خدم في قوات الجيش الأمريكي الجوية، حيث كتب أفلام وثائقية. بعد الحرب، نشر عددًا من الروايات، بما في ذلك روايتي Native Stone (1956) وSilver Spoon (1957).
في عام 1968، وقع على عهد احتجاج كتاب وكتاب التحرير ضد ضريبة الحرب، متعهدًا برفض دفع الضرائب احتجاجًا على حرب فيتنام.
كان جيلبرت متزوجًا من زوجته فيرجينيا لمدة 32 عامًا قبل أن يطلقا في عام 1973.

## روابط خارجية
- ادوين غيلبرت على موقع IMDb (الإنجليزية)
- ادوين غيلبرت على موقع ألو سيني (الفرنسية)
- ادوين غيلبرت على موقع ميوزك برينز (الإنجليزية)
- ادوين غيلبرت على موقع أول موفي (الإنجليزية)
- ادوين غيلبرت على موقع قاعدة بيانات برودواي على الإنترنت (الإنجليزية)
- ادوين غيلبرت على موقع قاعدة بيانات الفيلم (الإنجليزية)